# Antonio Riccoboni

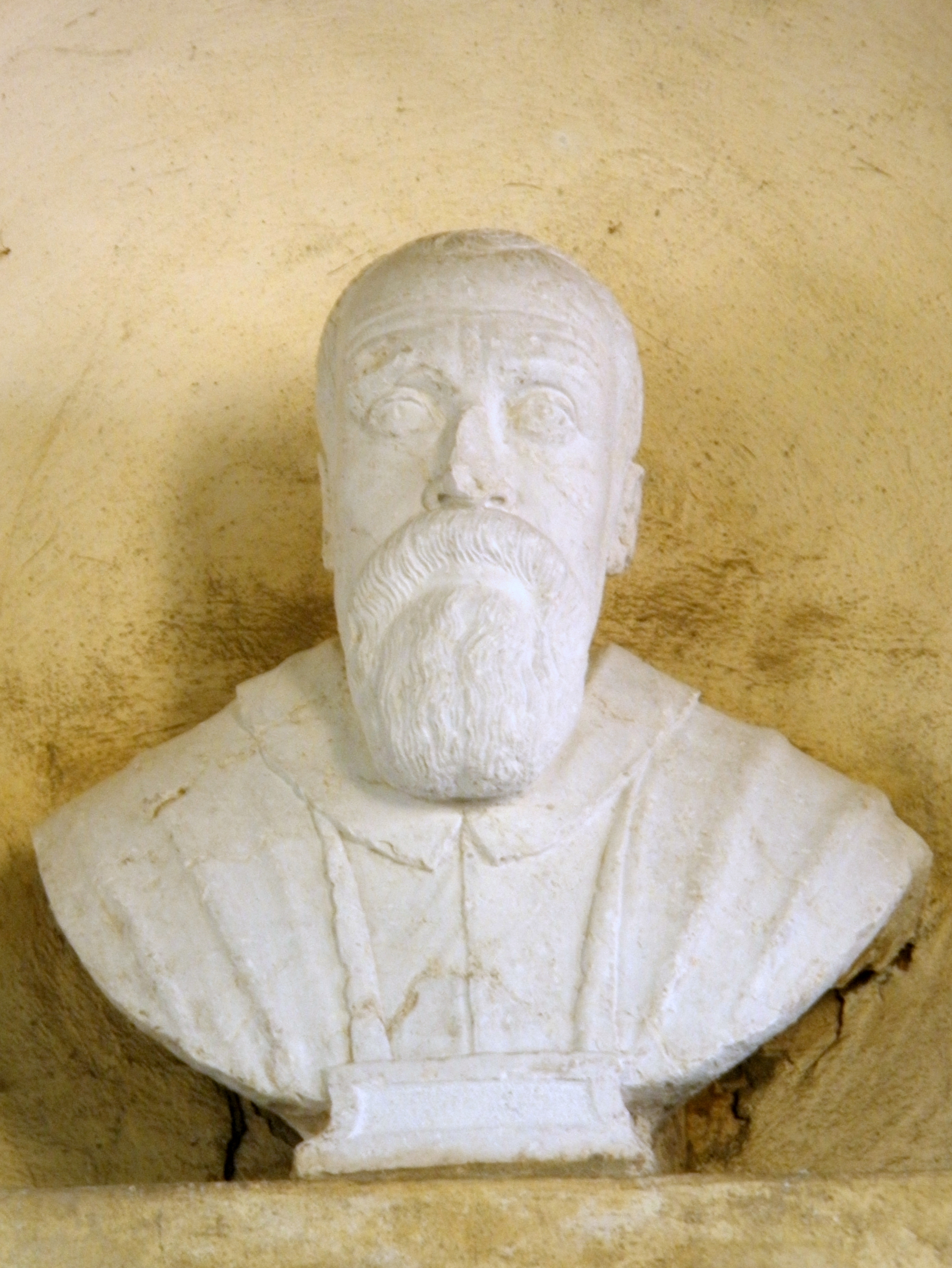
Büste Riccobonis in der Kirche Chiesa della Beata Vergine del Soccorso in Rovigo

Antonio Riccoboni (* 1541 in Rovigo; † 27. Juli 1599 in Padua) war ein italienischer Humanist.

## Leben, Leistungen und Wirkung
Antonio Riccoboni war Sohn von Andrea und Marietta Riccoboni und hatte vier Brüder und vier Schwestern. Zwei der Brüder schlugen eine geistliche Laufbahn ein, Giovanni stand der Kirche von Mardimago bei Rovigo vor, Barnaba war Abt von San Bartolomeo und Autor. Antonio erhielt seine frühe Ausbildung bei Giovanni Mazzo in Rovigo. Danach studierte er in Venedig bei Marcantonio Mureto sowie in Padua bei Carlo Sigonio und Paulus Manutius (Paolo Manuzio, 1512–1574). Nach seiner Rückkehr nach Rovigo wurde er 1558 zunächst Notar. Als Mitglied der 1561 geschlossenen Accademia degli Addormentati, einer Gelehrtengesellschaft, in der neben anderem auch reformatorische Gedanken zur Diskussion kamen, kam er in den Brennpunkt der Inquisition, wurde aber 1562 freigesprochen und im selben Jahr in Nachfolge von Ludovico Ricchieri (Celio Rodigino) der öffentlich bestellte örtliche Lehrer. In dieser Position konnte er sich großes Ansehen in seiner Heimatstadt erwerben, wurde 1570 in den Stadtrat gewählt und man übertrug ihm gemeinsam mit Andrea Nicolio die Überarbeitung der Stadt-Statuten.
1571 verließ er Rovigo und zog für den Rest seines Lebens in das liberalere Padua. Dort erwarb Riccoboni noch im selben Jahr den Doktorgrad in beiden Rechten (weltliches und Kirchenrecht). Obwohl er zunächst plante, eine juristische Laufbahn einzuschlagen, entschied er sich auf Drängen von Freunden, insbesondere Lorenzo Massa, dazu, den Ruf auf den angesehenen Lehrstuhl für Rhetorik der Universität anzunehmen. Hier trat er die indirekte Nachfolge von Lodovico Castelvetro an, der 1557 wegen der Exkommunikation als Häretiker fliehen musste. Den Lehrstuhl hatte 1570 zunächst Giovanni Fasolo erhalten, doch erkrankte er nach der Antrittsvorlesung so schwer, dass er ihn nicht weiter ausfüllen konnte. Nachdem Marcus Antonius Muretus die Position abgelehnt hatte, erhielt sie Riccoboni. Diese Position hatte er bis zu seinem Tod inne. Schon in seinen drei Antrittsvorlesungen De studiis liberalium artium, De studiis humanitatis und De studiis artis rhetoricæ stellte er die große Bedeutung der humanistischen Fächer heraus. Sein Haus war zugleich das Lehrgebäude, in dem er zudem bis zu 12 Studenten unterbrachte. Zu seinen Schülern gehörte der spätere Kardinal Guido Bentivoglio, der sich später überaus positiv über seinen Lehrer äußerte. Er wurde zunächst in der Kirche San Bartolomeo in Rovigo bestattet, später nach San Francesco umgebettet. Nachfolger in Padua wurde Paolo Beni.
In der Tradition seines Lehrstuhls stellte Riccoboni Aristoteles, ganz besonders die Poetik und die Rhetorik, in das Zentrum seiner Studien. 1579 publizierte er gemeinsam sowohl die Rhetorik als auch eine lateinische Übersetzung der Poetik. Es wurde zu einem sehr einflussreichen Werk, das allein bis 1599 sechs weitere Auflagen erfuhr und noch im 19. Jahrhundert von Immanuel Bekker verwendet wurde. 1585 publizierte er einen Kommentar zur Poetik, der als der letzte der großen Poetik-Kommentare des 16. Jahrhunderts gilt. Der Kommentar wurde noch im 17. Jahrhundert von Francesco Fulvio Frugoni genutzt und als essentiell bezeichnet. Bei seinen Arbeiten verfolgte Riccoboni zwei zentrale Ziele. Einerseits wollte er seinen Studenten einen gut lesbaren Text an die Hand geben, weshalb er sich bei der Wortfolge in seinen lateinischen Übersetzungen an der italienischen Sprache orientierte und versuchte, die Terminologie der griechischen Worte einfach zu halten und einheitlich zu gestalten. Deshalb wurde seine Übersetzung zum Teil als zu frei kritisiert. Andererseits wollte er die Ansichten seines Lehrstuhlvorgängers Castelvetro widerlegen. Der Übersetzung der Poetik war ein Essay beigegeben, in dem Riccoboni versuchte, das zweite Buch der Poetik über die Komödie zu rekonstruieren. Obwohl Rhetorik und Poetik seine zentralen Themen waren, forschte Riccoboni auch zu anderen Teilen des Aristotelischen Werkes, übertrug beispielsweise die Nikomachische Ethik ins Lateinische.

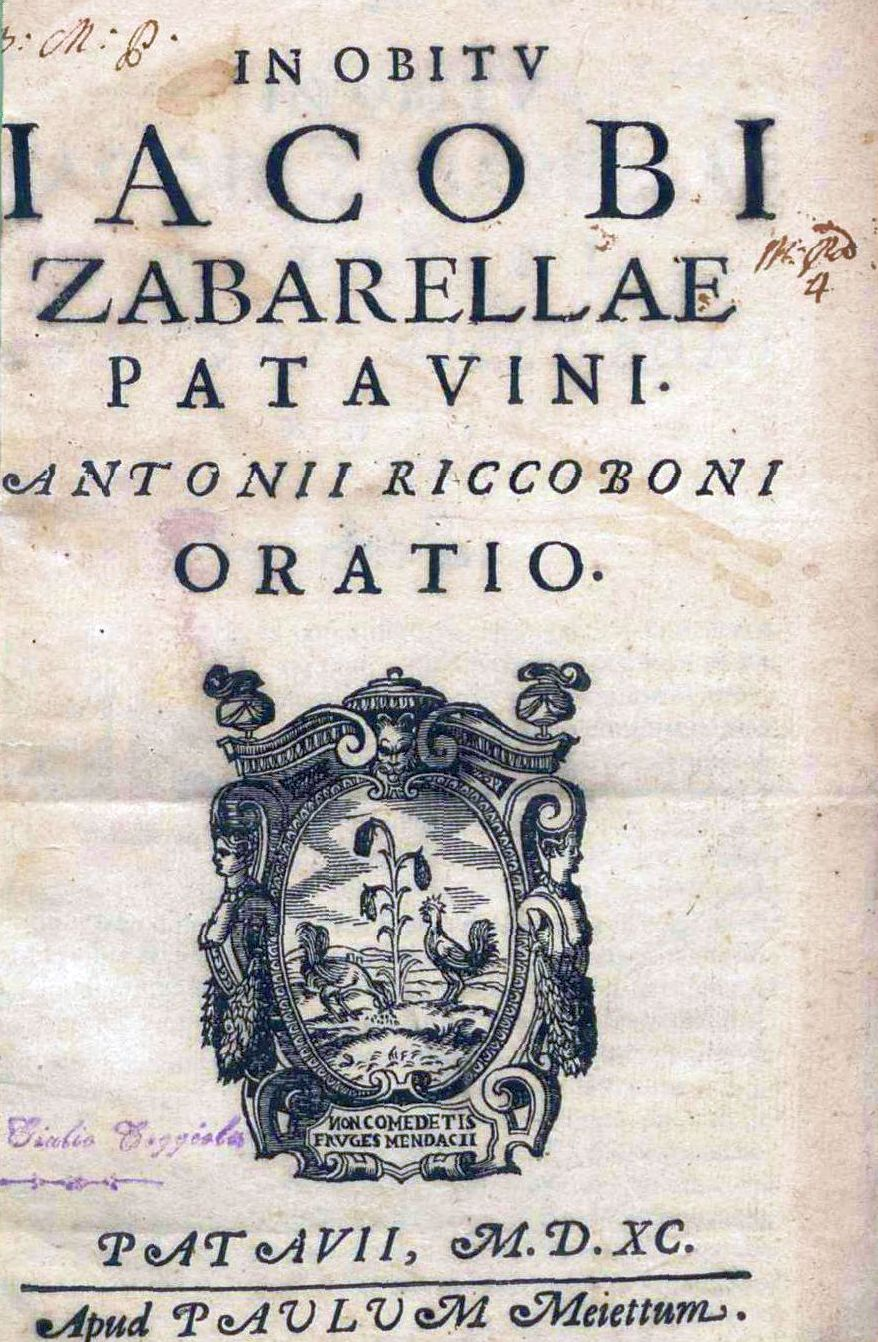
Frontispiz der Schrift In obitu Iacobi Zabarellae (1590)

Neben Aristoteles beschäftigte er sich unter anderem auch mit Horaz. Noch kurz vor seinem Tod publizierte er ein Traktat, in dem er die Ars poetica des Horaz mit der Poetik des Aristoteles verglich. Riccoboni war auch einer der ersten Gelehrten, die sich an der Debatte um die Struktur der Ars poetica beteiligten. Darüber kam es ab 1591 zu einem erbittert geführten Streit mit dem bergamischen Priester Nicolò Cologno (1512–1602), der meinte, einen Plan hinter dem horaz’schen Gedicht gefunden zu haben. Riccoboni indes hielt die Ars poetica für einen rein informellen Bericht. Im Rahmen dieses wissenschaftlichen Streits wurden etwa 40 Schriften publiziert. Als Cologno 1591 in Nachfolge von Giason Denores den Lehrstuhl für Moralethik erhalten sollte, auf den auch Riccoboni ob des noch größeren Prestiges spekuliert hatte, hintertrieb er die Berufung Colognos mit seinen Publikationen. Cologno erhielt den Lehrstuhl dennoch, besetzte ihn aber nur für ein Jahr, bis ihn schließlich 1594 der Kleriker Giovanni Belloni erhielt.
Weiter arbeitete er zu Cicero. Mit seinem Brief De consolatione, edita sub nomine Ciceronis, Epistola ad Hieronymum Mercurialem bewies er die Fälschung weiter Teile des Cicero-Werkes De Consolatione durch Carlo Sigonio. Mitte der 1590er Jahre unterstützte er Caspar Schoppe bei dessen harscher Kritik an Joseph Justus Scaligers Epistola de vetustate et splendore gentis Scaligerae et JC Scaligeri vita und damit vor allem auch am Werk des Julius Caesar Scaliger, in dem über weite Strecken die Familiengenealogie der Scaligers gefälscht worden war. Der in seiner Ehre verletzte Scaliger bezeichnete ihn deshalb als Porcus Riccobonus. 1568 war er der Erste, der den Versuch unternahm, die erhaltenen Fragmente der Origines des älteren Cato zu sammeln.
Die Beschäftigung mit der Rhetorik des Aristoteles hatte auch praktische Effekte. Riccoboni entwickelte sich selbst zu einem überaus fähigen Redner, der bei offiziellen Anlässen der Universität oft auftrat und darüber ein hohes Ansehen in Padua genoss. Sein Interesse an der Geschichte schlug sich unter anderem in einer Geschichte der Universität von Padua nieder, De Gymnasio Patavino wurde 1599 veröffentlicht. Diese Schrift ist nicht nur für die Universitätsgeschichte von unschätzbarem Wert, sondern auch für die Biografie Riccobonis. Zudem publizierte er seine öffentlichen Reden in zwei Bänden: Im ersten fanden sich 14 Gebete, im zweiten 20 Reden, zumeist Nachrufe. Die Korrespondenz ist bis heute kaum publiziert, doch finden sich darunter ein Brief an Galileo Galilei und ein weiterer an den Bologneser Gräzisten Ascanio Persio.

## Publikationen (Auswahl)
- Commentarius in quo per locorum collationem explicatur doctrina librorum Ciceronis rhetoricorum. Venedig 1567.
- De historia liber cum fragmentis historicorum veterum latinorum summa fide collectis. Venedig 1568.
- Aristotelis Artis rhetoricæ libri tres, græce et latine. Venedig 1579.
- Aristotelis liber de poetica latine conversus. Venedig 1579.
- De consolatione edita sub nomine Ciceronis judicium secundum. Venedig 1585.
- Praxis rhetorica, sive De usu rhetoricæ. Köln 1588.
- Defensor, sive pro ejus opinione de Epistola Horatii ad Pisones, in Nicolaum Colonium. Ferrara 1591.
- Orationum volumina duo. Padua 1592.
- Aristotelis Ethica latine versa. Padua 1593.
- De Gymnasio Patavino commentariorum libri sex. Padua 1598.